# 용두동 (서울)
용두동(龍頭洞)은 서울특별시의 동대문구에 있는 동이다.

## 개요
동명은 예전에 마을 뒷산의 산세가 ‘용의 머리’와 같다하여 ‘용머리’ 또는 ‘용두리’(龍頭里)라고 부른데서 유래했다. 1894년 갑오개혁 때 한성부 인창방(성외)동소문외계 용두리를 설치하였다. 1911년 한성부 인창면 용두리가 되었고, 1914년에 고양군 숭인면 용두리가 되었고, 1936년에 경성부로 재편입되었다.
1943년 6월 11일 구제 실시로 동대문구에 편입되었다.
2009년에 신설동과 행정동을 합동하여 통합 행정동 용신동을 출범했다. 그러다가 2025년 7월 1일부터 다시 신설동과 행정동이 분리되엇다.

## 교통
- ● 수도권 전철 1호선
  - 제기동역
- ● 서울 지하철 2호선
  - 용두역

## 교육
- 서울용두초등학교

## 같이 보기
- 동대문구의 행정 구역